# Josip Palada (pjesnik)
Josip Palada (Dograde kraj Trogira, 17. prosinca 1935. – Prudnice kraj Brdovca 12. veljače 2022.), hrvatski je književnik. Pisac pjesama i romana.

## Životopis
Josip Palada rodio se u Dogradama kraj Trogira, 1935. godine. Osnovnu školu polazio je i svršio u Dogradama i Marini te Vučevcima kod Đakova gdje je njegova obitelj doselila nakon Drugoga svjetskog rata. Srednje tehničku školu završio je u Osijeku, 1955. godine, nakon čega je upućen u Školu rezervnih časnika veze u Požarevac, gdje je diplomirao 1956. godine. Poslije toga preselio se je u Zagreb gdje živi i radi (u PTT-u kao rukovoditelj gradilišta telekomunikacijskih sustava) do umirovljenja, 1992. godine. Nakon umirovljenja seli u mjesto Prudnice kraj Brdovca.
Školovao se i na Višoj pedagoškoj akademiji i Filozofskom fakultetu. Početkom Domovinskoga rata kao dragovoljac bio je osnivačem i ratnim zapovjednikom (u činu kapetana) Satnije hrvatskih umjetnika.
1964. je godine bio jednim od utemeljitelja Jutra poezije zajedno s Gustavom Krklecom, Vjekoslavom Mayerom, Vesnom Parun i inima.
U nekoliko je navrata bio članom prosudbenog odbora za dodjelu nagrade Zvonimir Golob.
Sudionikom je Croatia rediviva: Ča, Kaj, Što – baštinski dani 2009. godine.
Preminuo je u selu Prudnice kraj Brdovca 12. veljače 2022.

## Djela
(izbor)
- Lutke, 1974., zbirka pripovijesti za djecu
- Iz poštanske torbe, 1975., roman za mladež
- Divlje jagode, 1977., zbirka igrokaza
- I tad umre dan, 1979.
- Mucava ulica, 1980.
- Miris majke, 1985., roman
- Kultura s radničke ceste, 1988., zbirka eseja, publicističkih zapisa i priča
- Urla tišina, 1989., pjesnička zbirka
- Među nama, 1996., eseji o slikarima
- Stiglo me, 1998., pjesnička zbirka
- Mogila, 2001., pjesnička zbirka
- Sveto ime Vukovar - fotografije, 2002.
- Viđenja, 2003., pjesnička zbirka
- Stanari sna, 2003.
- Hrvatski domovinski rat - 250 kilometara diljem Hrvatske, 2004.
- Priče iz hrvatske nigdine, 2005.
- Još ću ja dugo hrabar živjeti (drugo izmijenjeno izdanje): Josip Palada i Fabijan Lovrić, 2006.
- Ako ne otputuješ, 2007., pjesnička zbirka
- Veliki prijatelji, 2009., zbirka igrokaza
- Po Hrvatskoj - priče

## Vanjske poveznice
- Jutro poezije[neaktivna poveznica]